# Migrationsforschung
Migrationsforschung ist ein interdisziplinäres wissenschaftliches Arbeitsfeld, das sich mit dauerhaften und grenzüberschreitenden Verlagerungen menschlicher Wohnorte befasst. Nach Anfängen im 19. Jahrhundert brachten die großen Bevölkerungsbewegungen des 20. Jahrhunderts der Migrationsforschung wachsendes Interesse ein.
Die Untersuchung solcher Wanderungsvorgänge ist ein Teilbereich der Erforschung räumlicher Mobilität. Unter räumlicher Mobilität verstehen Geographen, Ökonomen, Geschichts- und Sozialwissenschaftler jede Positionsveränderung eines Individuums zwischen verschiedenen Einheiten eines räumlichen Systems. Räumliche Mobilität ist unabhängig von der Reichweite der Bewegung (große oder geringe Distanzen) und ihrer Frequenz (einmalig oder regelmäßig, selten oder häufig). Von einem Wanderungsvorgang oder einer Migration spricht man in der Regel dann, wenn die räumliche Mobilität eines Individuums oder einer Gruppe über eine administrative Grenze hinweg erfolgt und auf Dauer, jedoch zumindest auf einen längeren Zeitraum, angelegt ist.

## Historische Migrationsforschung
Obwohl Migration als allgemeinmenschliches Phänomen gilt und der Mensch deshalb auch als homo migrans bezeichnet wurde, werden Wanderungsbewegungen erst seit der Hochindustrialisierung Ende des 19. Jahrhunderts systematisch erforscht.
In der Antike und im Mittelalter waren Grenzen der Territorien relativ durchlässig; ein Resultat von Migration war oft kulturelle Hybridisierung. Ursachen von Wanderungsbewegungen waren häufig wirtschaftliche oder klimatische Gründe, drohende Übervölkerung oder Kriege. Insbesondere Händler (z. B. die Kaufleute der Hanse) waren seit dem Altertum eine hochmobile Gruppe, im Mittelalter kamen die Bildungseliten hinzu. Ob aber aus Mobilität eine dauerhafte Migration resultierte, hing von den Bedingungen in den Aufnahmeländern ab. Das gilt z. B. für die Wanderungen der Wikinger. Später erfolgten auch Wanderungen wegen religiöser Verfolgung (z. B. die Flucht der Hugenotten aus Frankreich).
Eine Regulierung und Kontrolle von Migration fand erst seit dem Zeitalter der Entstehung der Nationalstaaten und verstärkt seit der Entstehung moderner Wohlfahrtsstaaten statt. Seit dem 19. Jahrhundert entstanden mit einer ersten Welle der Globalisierung größere, meist armutsbedingte transkontinentale Wanderungsbewegungen. Mit der Entstehung der Arbeiterbewegung und der revolutionären Bewegungen in Europa nahm auch die Auswanderung aus politischen Gründen zu.
Sowohl die Binnenwanderungen im Zuge der Industrialisierung als auch die internationalen Wanderungsbewegungen wurden seit Ende des 19. Jahrhunderts von Bevölkerungs- und Sozialwissenschaftlern sowie Stadtforschern analysiert, so zuerst in England, den USA und Deutschland. Dabei standen Verwaltungsinteressen im Vordergrund. Binnenwanderungen galten dabei jedoch im Vergleich zur internationalen Migration stets als weniger konsequenzenreich und problematisch.
Über die monographische Behandlung des Themas hinaus kam es Ende des 19. und Anfang des 20. Jahrhunderts zu ersten Theoretisierungen wie z. B. Georg Simmels Theorie des Fremdseins (u. a. am Beispiel jüdischer Händler), Ernst Ravensteins Theorie der etappenweisen Wanderungen, die später zur Theorie der Kettenmigration („Transmigration“) weiterentwickelt wurde, und Robert E. Parks Theorie der Randständigkeit und Segregation von Migranten.
Im 20. Jahrhundert gehörten die Kriege und die Bevölkerungsverschiebungen im Rahmen der Neuziehung von Grenzen sowie die Entkolonialisierung zu den größten Auslösern von Wanderungen. Im Rahmen der Globalisierung und in Zusammenhang mit Individualisierung und der Pluralisierung der Gesellschaft wird heute eine steigende Mobilität der einzelnen Menschen postuliert, die es den Individuen zunehmend ermögliche, territoriale, soziale und kulturelle Grenzen zu überschreiten. Doch der Einbruch der Raten (mehr oder weniger) freiwilliger Migration, der bereits vor dem Ersten Weltkrieg erfolgte, spricht gegen den linearen Trend einer immer mobileren Gesellschaft. So wirken auch auf dem „postmodernen vernetzten Weltmarkt“ nationale Grenzen nach wie vor als Barrieren des Transfers von sozialem und kulturellem Kapital (z. B. Sprache, Zertifikate, übertragbare Fähigkeiten) und bremsen die freiwillige Mobilität. Hinzu kommt die seit der Zwischenkriegszeit und insbesondere der Weltwirtschaftskrise erheblich verschärfte Regulation der Migration in wichtigen Einwanderungsländern, die allerdings durch illegale Migration umgangen wird. Neben der freiwilligen Rückwanderung nimmt auch die unfreiwillige Rückführung an Bedeutung zu.
Moderne Arbeiten konzentrieren sich oft auf kulturelle bzw. ethnisch-religiöse Aspekte und damit einhergehende Konfliktzonen der Migration. Auf stadträumlicher Ebene wurden verstärkte Segregationsprozesse und -risiken identifiziert, deren Entstehung nicht durch Zuzugssperren und Wohnsitzauflagen verhindert werden kann, da diese nicht mit dem Verbot der ethnischen Diskriminierung bzw. mit dem Europarecht vereinbar sind. Ähnliche Segmentationstendenzen zeigen sich bei der Bildungsbeteiligung und beim Berufszugang. Demgegenüber wurde das Risiko der dauerhaften Verfestigung einer verarmten Migrantenschicht (vor allem der gering qualifizierten Zuwanderer) in Deutschland und anderen europäischen Ländern im Unterschied zu den USA noch kaum analysiert.

## Interdisziplinarität und Internationalität
Die Migrationsforschung erfordert aufgrund der Vielfältigkeit ihres Gegenstandes die Zusammenarbeit von Wissenschaftlern unterschiedlicher Disziplinen. In seit der Jahrtausendwende zunehmend entstehenden interdisziplinären Teams können die einzelnen Wissenschaftler durch ihre jeweils fachspezifische Expertise und Sichtweise eine umfassende Darstellung der erforschten Fragestellungen gewährleisten.
Mit der Entschlüsselung des menschlichen Genoms und der massiven Beschleunigung der DNA-Sequenzierung Anfang des 21. Jahrhunderts bekam die Archäogenetik Werkzeuge in die Hand, mit der die Migration von Menschen (und anderen Lebewesen) zeitlich und räumlich aufgeklärt werden kann. So konnte sowohl die frühe Migration der Menschen (des Homo sapiens) während der vergangenen 200.000 Jahre über die Erde beginnend in Afrika über den Nahen Osten, über Europa und Asien bis nach Australien und Amerika datenbasiert nachverfolgt werden und auch die Wanderung von Menschen aus dem „Fruchtbaren Halbmond“ (Anatolien), womit der Ackerbau ab etwa 7.000 v. Chr. in das von Jägern und Sammlern bewohnte Europa gebracht wurde. Ferner wurde mittels Archäogenetik entdeckt, dass die Migration um 2.800 v. Chr. von Menschen aus der pontischen Steppe (Jamnaja-Kultur) nach Mitteleuropa die genetische Mixtur heutiger Europäer entscheidend beeinflusst hat.
Die international vergleichende Migrationsforschung steht vor der Herausforderung, repräsentative Aussagen zu einem Forschungsgegenstand zu machen, auch wenn die jeweiligen Datengrundlagen in den einzelnen Ländern sehr stark voneinander abweichen. Nationale interdisziplinäre Teams sollen gewährleisten, dass die jeweils fachspezifischen nationalen Datenquellen gefunden und genutzt werden können. Migrationswissenschaftliche Netzwerke wie IMISCOE (International Migration, Integration and Social Cohesion) ermöglichen eine solche interdisziplinäre und internationale Zusammenarbeit von Wissenschaftlern.

## Kennziffern der Migrationstheorie
Die Unterschiede zwischen der gleichzeitig stattfindenden Auswanderung und Einwanderung schlagen sich im Wanderungssaldo nieder. Bei positivem Wert überwiegt die Einwanderung die Auswanderung. Zum Beispiel zählte 2017 die Zuwanderungsstatistik insgesamt 1.550.721 Zuzüge aus dem Ausland nach Deutschland und 1.134.641 Fortzüge ins Ausland. Das Wanderungssaldo betrug also + 416.080.
Zur Messung und zum Vergleich von Wanderungsvorgängen werden folgende Einheiten/Kennziffern verwendet:
- Wanderungsvolumen/Bruttowanderung = Summe aller Wanderungsvorgänge: Zuzüge + Fortzüge
- Wanderungsbilanz/-saldo = Differenz aus Zu- und Fortzügen
- Wanderungsrate = Wanderungsvolumen bezogen auf 1.000 Einwohner
- Mobilitätsziffer(n) = Wanderungsraten bestimmter Bevölkerungsgruppen (z. B. jüngere/ältere Bevölkerungsschichten)

Die auf diese Weise beschriebenen Wanderungsvorgänge lassen sich weiter differenzieren nach Reichweite, Motiven und strukturellen Merkmalen der Wandernden.

## Migrationsfaktoren
Bereits Adam Smith befasste sich mit Ursachen der Land-Stadt-Wanderung und sah sie in Überbevölkerung und Landknappheit einerseits, im Arbeitskräftemangel der entstehenden Industriestädte andererseits.
Mit dem Einsetzen der großen Überseewanderungen aus Europa ab etwa Mitte des 19. Jahrhunderts entstand auch das wissenschaftliche Interesse an der Erforschung und Erklärung solcher Wanderungsprozesse. Zunächst versuchte man, Wanderungsvorgänge summarisch zu erklären, später kamen Erklärungsansätze hinzu, die von der subjektiven Entscheidung einzelner Individuen ausgehend, Wanderung zu erklären versuchten (verhaltenstheoretische Ansätze). Der Fokus der Migrationsforschung verschob sich im 20. Jahrhundert von einem staatsorientierten Analyserahmen zur Untersuchung individueller Handlungen mit Schwerpunkt auf der Unterscheidung verschiedenen Migrationsverhaltens entsprechend von Kategorien wie Gender, Ethnie, Klasse oder Alter.
Ernst Ravenstein begründete die Migrationstheorie im Jahr 1885 durch Betrachtung der Binnenwanderungen im Vereinigten Königreich. Er bewies anhand seiner Statistiken erstmals, dass Wanderungen Regeln folgen. Zwar wurden in der Folge verschiedene formale Modelle zur Beschreibung von Wanderungen entwickelt, doch liefert keines eine umfassende und befriedigende theoretische Beschreibung des Phänomens der Wanderungen. Alle Modelle stützen sich auf die Vorstellung, dass der Migrant rational eine Migrationsentscheidung fällt. Doch gerade die Einfachheit des Push-Pull-Modells von Ravenstein (der Begriff wurde 1944 zuerst von Gunnar Myrdal verwendet) erschien attraktiv. Das Modell, welches auf dem Vergleich zwischen Faktoren am Herkunfts- und Zielort beruht und zusätzlich Wanderungshindernisse sowie persönliche Faktoren einbezieht, wurde 1966 von Everett S. Lee entwickelt und findet sich auch in den heutigen Migrationsdiskursen wieder. Je geringer die Unterschiede zwischen Herkunfts- und Zielland wahrgenommen werden, desto geringer ist nach Lee die Wanderungsneigung.
Die subjektive Wahrnehmung spielt also eine erhebliche Rolle; sie kann stark verzerrt sein. Wie unterschiedlich die Bewertung der einzelnen Faktoren sein kann, zeigen die zu Tausenden in den USA beschäftigten philippinischen Pflegekräfte. Viele davon sind ausgebildete Ärzte, welche es vorziehen, unterqualifiziert zu arbeiten, weil sie in ihrem Heimatland keine Perspektive sehen.

### Makroökonomische Gravitationsmodelle
Die makroökonomischenen Modelle versuchen, Wanderungen auf der Aggregatebene zu verdeutlichen und Kennziffern zu bestimmen zur Erklärung des Migrationsverhaltens ganzer Populationen. Die Migrationen werden zum Beispiel auf ökonomische oder geographische Faktoren reduziert. Zwar lässt sich mit diesen verallgemeinernden und unvollständigen Ansätzen gut arbeiten, doch beherbergen sie bei näherem Hinsehen auch einige Ungereimtheiten und unerklärte Vorkommnisse.
Schon in den 1940er Jahren entstanden Gravitationsmodelle, welche sich auf das Gravitationsgesetz aus der Physik berufen. Wichtigste Erkenntnis war, dass die Entfernung zwischen Herkunftsort und Migrationsziel eine wesentliche Rolle spielt bezüglich des Migrationsvolumens. Je weiter die Orte voneinander entfernt sind, desto weniger Angehörige einer Population machen sich auf den Weg.
In den 1960er Jahren wiederum erfolgte der Rückgriff auf die klassische Wirtschaftslehre. Das Lohngefälle zweier Regionen erklärte das Ausmaß einer Wanderung, bei der Arbeitsmigranten vom schlechtbezahlten Ort der Herkunft zum Zielort mit höherem Lohnniveau abwanderten. Die Theorie besagte, dass sich das Lohnniveau beider Regionen angleichen würde. Schließlich stiegen im Zuwanderungsgebiet die Zahl der Arbeitskräfte und fiel damit das Lohnniveau, und gleichzeitig erhöhte sich im Herkunftsgebiet der Lohn wegen des Mangels an Arbeitskräften.
I. S. Lowry erweiterte dieses Modell wiederum um wirtschaftliche Kennziffern. So gilt die jeweilige Arbeitslosigkeit in den verschiedenen Regionen als Indikator für die Bereitschaft der Migranten, die Wanderungsentscheidung zu treffen, um das jeweilige Einkommen zu steigern.
Zwar gelang inzwischen der Beweis des Zusammenhangs zwischen attraktiven Löhnen und hoher Zuwanderung, doch nicht der Umkehrbeweis zwischen niedrigem Lohnniveau und hoher Abwanderungsrate. Dies erklärt sich laut der Globalisierungsforscherin Saskia Sassen durch die Unkalkulierbarkeit komplexer und variabler sozialer Faktoren. So besteht für viele erst die Chance zur Wanderung, wenn sie sich von der größten Not befreit haben. Michael Vogler vom Institut zur Zukunft der Arbeit in Bonn wiederum hat die Wanderungsströme für 86 Länder und 15 Jahre untersucht. Er kam zu dem Ergebnis, dass die Migration erst einsetzt, wenn die Region einen gewissen Entwicklungsstand erreicht hat. Wenn ein bestimmter Wohlstand erreicht ist, flachen die Zahlen wieder ab. Zuerst emigrieren die Menschen von ländlichen Gebieten in die Städte und später ins Ausland.

#### Historischer Ansatz
Einer der ersten Erklärungsansätze von Ernst Ravenstein ging vom empirischen Befund der Wanderung selbst aus. Er veröffentlichte in der zweiten Hälfte der 1880er Jahre seine Wanderungsgesetze, die er aus der Auswertung von Daten von Volkszählungen gewonnen hatte. Diese Gesetzmäßigkeiten weckten das Interesse weiterer Forscher, die die Ravensteinschen Gesetze teilweise bestätigten und ergänzten. Sinngemäß lauten diese Theoreme:
1. Die Mehrzahl der Wanderungsvorgänge erfolgt über kurze Distanzen,
2. Wanderungen über größere Distanzen verlaufen häufig in Etappen (Kettenwanderung),
3. Bei Wanderungen über größere Distanzen werden große Industrie- und Hafenstädte als Zielorte bevorzugt,
4. Wanderungsströme bestehen stets aus zwei gegenläufigen Komponenten,
5. Die Landbevölkerung ist in Wanderungsströmen überrepräsentiert,
6. Frauen wandern eher über kürzere, Männer eher über längere Distanzen,
7. Die Mehrzahl der Migranten sind Alleinstehende,
8. Die Bevölkerungszunahme in Städten ist mehr durch Wanderungsgewinne als durch natürliche Bevölkerungsbewegungen bedingt,
9. Das Wanderungsvolumen steigt synchron mit der industriellen und verkehrstechnischen Entwicklung,
10. Die meisten Wanderungsvorgänge werden durch ökonomische Anlässe ausgelöst.

Ein weiterer grundlegender Ansatz zur Erklärung von Wanderungen ist Zelinskis Modell des Mobilitätsübergangs (1971), das das Mobilitätsverhalten einer Gesellschaft mit ihrem sozioökonomischen Entwicklungsstand in Verbindung bringt. In Analogie zum Modell des demographischen Übergangs werden fünf Entwicklungsphasen unterschieden.

#### Distanz- und Gravitationsmodelle
Bei der empirischen Betrachtung von Wanderungsprozessen zwischen einem Quellort und verschiedenen, unterschiedlich weit entfernten Zielorten über einen längeren Zeitraum wird ein starker Zusammenhang zwischen Wanderungsvolumen und Distanz deutlich, wie bereits von Ravenstein erkannt. Bei der Suche nach einem geeigneten Modell für die Erklärung dieses Zusammenhangs erkannten Geographen (Kant 1946; Stewart 1941; Zipf 1949) Gemeinsamkeiten mit dem physikalischen Gravitationsgesetz von Newton. Der Zusammenhang zwischen dem mit der Distanz zwischen Quell- und Zielort abnehmenden Wanderungsvolumen lässt sich gut mit diesem Distanzmodell beschreiben (dem jedoch noch die „Masse“ als Eigenschaften von Quell- und Zielort fehlt, siehe unten):
{\displaystyle F_{ij}={\frac {k}{d_{ij}^{b}}}}
Hierbei ist F die Wanderungsrate zwischen den Orten i und j, d die Distanz zwischen i und j, k eine empirisch ermittelte Konstante (zumeist = 1) und b ein die Distanz gewichtender Exponent (zumeist = 2). Wenn {\displaystyle k=1} und {\displaystyle b=2}, dann nimmt ein gegebenes Wanderungsvolumen mit der Verdoppelung der Distanz auf ein Viertel des Ausgangsvolumens ab (quadratische Abnahme). Während dieses Modell bei geeigneter Anpassung von k und b gut beobachtete Wanderungsströme modellieren kann, sagt es nichts über die Motive und Ursachen von Wanderungsprozessen aus.
Beim Vergleich zwischen empirisch und mathematisch ermittelten Werten fällt auf, dass das obige Modell die Wanderungsvolumina für kurze Distanzen überschätzt. G. Zipf und J. Stewart entwickelten daher die im Modell enthaltene Ausgangsüberlegung weiter und erweiterten es zu einer für Zwecke der Demografie geeigneten Abwandlung des Newton’schen Gravitationsgesetzes.
{\displaystyle F_{ij}=k\times {\frac {M_{i}\times M_{j}}{d_{ij}^{b}}}}
wobei {\displaystyle M_{i}} die „Masse“ des Ortes i und {\displaystyle M_{j}} die „Masse“ des Ortes j ist.
Zumeist wird „Masse“ mit den Bevölkerungszahlen gleichgesetzt, die sich leicht der amtlichen Statistik entnehmen lassen. Damit wird das Wanderungsvolumen also nicht nur ansteigen, wenn die Distanz {\displaystyle d_{ij}} verringert wird, sondern auch wenn die Masse von zwei betrachteten Regionen größer ist als die Masse anderer Regionen. Sicherlich wird allein die Bevölkerungszahl keine befriedigende Modellierung ergeben, denn unterschiedliche Bevölkerungszusammensetzungen in den betrachteten Regionen wirken ebenfalls auf die Wanderungsströme ein. Eine bevölkerungsreiche Region, in der eine hohe Arbeitslosigkeit herrscht, hat sicherlich eine geringere Anziehungskraft und damit Masse, als eine gleich große Region mit einer sehr niedrigen Arbeitslosigkeit. Ein Vorschlag (Haggett 1991) lautet daher, die Masse als das Produkt aus Bevölkerungszahl und Durchschnittseinkommen zu bestimmen.
Gravitationsmodelle können Wanderungen zwar gut beschreiben, aber nicht vollständig erklären. Als einzige Eigenschaften von Quell- und Zielgebiet gehen in diese Modelle Bevölkerung und Distanz ein. Neben der Masse von interagierenden Regionen gibt es aber noch eine Vielzahl weiterer Merkmale, die die vom einzelnen Individuum als positiv oder negativ empfundenen Eigenschaften (push- und pull-factors) bestimmen und Wanderungsvorgänge ebenso beeinflussen, wie die zwischen den Regionen liegenden Zwischenräume, die entweder eine Wanderung hemmen (intervening obstacles) oder ablenken (intervening opportunities) können.

#### Push- und Pull-Faktoren
Die Sogtheorie erklärt am Push-and-Pull-Modell das Zustandekommen eines Migrationsdruckes aus dem ökonomischen Gefälle zwischen zwei Ländern. Im Ursprungsland wirken Druckfaktoren wie Arbeitslosigkeit, niedriges Lohnniveau, Armut und das Aufnahmeland bietet Sogfaktoren wie Arbeitsplätze, höhere Gehälter und soziale Sicherheit. Auch beeinflussen die Berichterstattung über das Zielland sowie Erfahrungsaustausch mit bereits Ausgewanderten oder ihren daheim gebliebenen Angehörigen die Wanderungsentscheidung. Letztere Anreize bewirken laut Treibel eine Gruppenmigration.
Bei Wanderarbeitern steht die „materielle Deprivation“ im Vordergrund. Die Migrationsentscheidung ist eng verknüpft mit Konflikten des Auswanderungswilligen und seiner näheren Umgebung, mit der er sich auseinanderzusetzen und zu verhandeln hat. Die positive Entscheidung zur Auswanderung stellt sich somit nach Thomae stets als Konfliktlösung dar. Oft sind daran Verpflichtungen des Emigranten gekoppelt wie die Verpflichtung zur Rückkehr „als eine Art Gleichgewichtssicherung zwischen motivationalem und kognitivem System“.
Das Paradigma des Push and Pull entspricht jedoch keinem eigenständigen theoretischen Ansatz, sondern suggeriert eher die Zusammenhänge, da trotz der plausiblen Annahme von Sogfaktoren und Druckfaktoren die Annahmen auf den Einzelnen bezogen rein hypothetischer Natur sind. Der mikrotheoretische Ansatz des Push and Pull kommt im makrotheoretischen Ansatz zum Einsatz, um die individuellen Migrationsentscheidungen zu erklären.
Die wichtigsten Gründe für Migrationen von Mexiko in die USA waren beispielsweise:
- Push-Faktoren
  - Prekärer Arbeitsmarkt
  - Mangelnde Grundstoffe
  - Niedrige Löhne
  - Kinder als Altersversorgung
  - Gefahr eines Umsturzes des politischen Systems
  - Mangelhaftes Bildungssystem
  - Mangelhaftes Gesundheitssystem
  - Starke soziale Gefälle
- Pull-Faktoren
  - Bessere humanitäre Versorgung
  - Sicherer Arbeitsplatz
  - Hohe Löhne
  - Besseres Bildungssystem
  - Besseres Gesundheitssystem
  - Chancen für sozialen Aufstieg
  - Sicheres politisches System
  - Finanzielle Unterstützung
  - Bessere Perspektiven für Kinder
  - Nähe zur Heimat

#### Theorien der Arbeitsmarktsegmentierung
Michael Piore geht davon aus, dass Industriegesellschaften eine permanente Nachfrage nach gering qualifizierten Arbeitskräften haben, deren Ursache die Segmentierung der Arbeitsmärkte der Zielländer sind. Dass Migranten bereit sind, auch schlecht bezahlte und instabile Jobs anzunehmen, begründet er damit, dass sie target earner seien, also auf ein bestimmtes monetäres Ziel hin arbeiteten und nicht an einem gehobenen Status interessiert seien. Er kann damit das Nebeneinander von Arbeitslosigkeit und Zuwanderung, aber nicht das Verweilen der Zuwanderer im Zielland und ihren sozialen Aufstieg erklären.
George J. Borjas (1999) zeigte, dass durch Migration in die USA das Qualifikationsniveaus seit den 1960er Jahren gesunken war und die Ungleichheit in der Einkommensverteilung zugenommen hatte. Doch wirke der Migrationsanreiz weiter durch wohlfahrtsstaatliche Leistungen.

#### Migrationssystemtheorie
Der nigerianische Soziogeograph Akin Mabogunje und Mary Kriz, Lin Leam Lim und Hania Slotnik begründeten die Theorie der Migrationssysteme. Dabei werden verschiedene Sozialräume und Subsysteme abgegrenzt, die sich nach Art und Herkunft der Migration unterscheiden (z. B. Migration aus früheren Kolonien in die Mutterländer Frankreich, Großbritannien; aus der Türkei, aus Osteuropa und vom Balkan nach Deutschland; aus Lateinamerika, Marokko, Rumänien nach Spanien) bzw. innerhalb welcher die Binnenmigration besonders hoch ist (z. B. innerhalb Skandinaviens).

### Mikroökonomische Modelle
Im Vergleich zum Gravitationsmodell und anderen strukturellen Erklärungen der Wanderung fokussiert der mikrotheoretische Ansatz nicht das Kollektiv, sondern das Individuum, um die jeweilige Migrationsentscheidung zu untersuchen. Er nimmt internationale Lohnunterschiede als gegeben an und versucht die Migrationswahrscheinlichkeit durch die individuellen Chancen auf einen Arbeitsplatz, die individuell zu erwartende Lohnhöhe und die Migrationskosten zu erklären. Zu diesen Ansätzen gehört vor allem das akteurszentrierte neoklassische Harris-Todaro-Modell (1970), das u. a. postuliert, dass bei einem Ausgleich der Löhne zwischen zwei Regionen die Migration zum Erliegen kommt.
Zu den Grenzen vieler mikrotheoretischer Ansätze gehört ihre Blindheit gegenüber der Tatsache, dass Migrationsentscheidungen häufig keine Individual-, sondern Entscheidungen von Haushalten oder sogar von (Groß-)Familien sind, die darüber bestimmen, wen sie mit welcher „Mission“ in das Zielland entsenden. Dem trägt eher die Werterwartungstheorie Rechnung. Insbesondere sind aber auch Forschungsansätze der Migrationssoziologie zum Verständnis von Kollektiventscheidungen heranzuziehen.

#### Individualisierte Sogtheorie
1972 individualisierte Lee das makrotheoretische Paradigma des Push and Pull und erkennt in Migrationen vier ursächliche und gleichzeitig wirksame Schichten:
- Merkmale bezüglich der Herkunftsregion
- Faktoren bezüglich des Zielgebietes
- Blockadefaktoren
- individuelle Parameter

Die gebietsbezogenen Merkmale beinhalten nicht nur Lohnhöhe und Arbeitslosenquote, sondern sind verfeinert um strukturelle Faktoren wie Klima, Wohnqualität, öffentliche Sicherheit, Bildungszugang und die Qualität der medizinischen Versorgung. Als Blockadefaktor gilt nicht mehr die Distanz als entscheidend, sondern intervenierende Hindernisse wie der Bau der Berliner Mauer oder eine restriktive Einwanderungsgesetzgebung.
Neben den objektiven und rein strukturellen Merkmalen finden sich auch individuelle Parameter. Zu den individuellen Merkmalen zählen etwa Geschlecht, Alter, Bildungsstand, Beruf oder ethnische Herkunft. Darunter fällt auch die Frage der persönlichen Wahrnehmung der anderen Faktoren. Zum Beispiel meiden Alleinstehende oft ländliche Zonen wegen langer Anfahrtswege und geringen Freizeitangebots, während Familien diese Umgebung schätzen, soweit die Umwelt intakt ist und die Schulen zufriedenstellen.
Nach E. S. Lee fällt ein Migrant die Wanderungsentscheidung erst nach einem Vergleich all dieser Merkmale. Demnach lässt sich dieses Modell nicht in eine allgemeingültige Formel überführen.
Lowry verknüpft 1966 das ältere Gravitationsmodell mit wesentlichen ökonomischen Faktoren, um das Migrationsverhalten zu berechnen.
{\displaystyle M_{i\rightarrow j}=k\cdot {\frac {U_{i}}{U_{j}}}\cdot {\frac {W_{j}}{W_{i}}}\cdot {\frac {L_{i}\cdot L_{j}}{D_{ij}}}+e_{ij}}
mit
{\displaystyle M_{i\rightarrow j}} als Anzahl der Migranten von i nach j
{\displaystyle {\frac {U_{i}}{U_{j}}}} jeweilige Arbeitslosenquoten (unemployment)
{\displaystyle {\frac {W_{j}}{W_{i}}}} das jeweilige Lohnniveau (wages)
{\displaystyle {L_{i}\cdot L_{j}}} Personen im nichtlandwirtschaftlichen Bereich
{\displaystyle {D_{ij}}} Entfernung zwischen i und j (distance)
{\displaystyle e_{ij}} als Fehlerterm
Somit wächst die Zahl der Wanderungswilligen von i nach j, je mehr Arbeitslose, je höher die Beschäftigung und je unattraktiver die Löhne in i ausfallen und je näher sich die beiden Orte sind.

#### Humankapitalmodell
1962 entwickelte L.A. Sjaastad das sogenannte Humankapitalmodell der Migrationstheorie (siehe Humankapital). Er fokussierte in seiner Human Capital Migration Theory die individuelle Qualifikation der Migrierenden, die ihre Skills und andere Eigenschaften als Investitionen betrachten und nutzenmaximierend einsetzen wollen. Auch eine Wanderung ist gleichbedeutend mit einer persönlichen Investition in Humankapital. Die Migration ist in dieser Betrachtungsweise eine Bilanz mit Ausgaben und Einnahmen, welche jeweils geldwert sein können.
- Monetäre Ausgaben fallen an für einen Umzug oder alternativ lange Anfahrtswege.
- Nichtmonetäre Ausgaben stehen für den Verzicht auf Familie und Freundeskreis.
- Monetäre Einnahmen entstehen etwa durch höhere Löhne.
- Nichtmonetäre Erträge ergeben sich z. B. aus einem besseren Klima.

Das Modell unterstellt keine sofortige Realisierung der Erträge, sondern berücksichtigt auch eine Wanderungsentscheidung wegen einer beruflichen Perspektive durch die Hoffnung auf bessere Aufstiegschancen, wie sie viele Behörden oder Konzerne anbieten.
Formal finden die nichtmonetären Aspekte zwar Berücksichtigung, erfahren jedoch eine weit geringere Gewichtung als die monetären Parameter.
{\displaystyle \sum _{j=1}^{N}{\frac {Y_{d\,j}-Y_{o\,j}}{(1+r)^{j}}}-T}
mit
{\displaystyle Y_{d\,j}} und {\displaystyle Y_{o\,j}} Einkünfte in der Zielregion (destination) bzw. in der Stammregion (origin)
T = Kosten der Migration
N = Zahl der Jahre, bis Vorteile zu erwarten sind
r = Rate zur Abzinsung des erwarteten Einkommens
Die Einkünfte stehen hier für die subjektiven Einschätzungen des zu erwartenden Einkommens.
Der Formel entsprechend kommt es eher zur Wanderungsentscheidung
- je höher das Lohnniveau in der anderen Region,
- je mehr Zeit bis zum Ende des Erwerbslebens ansteht und
- je weniger Kosten die Wanderung verursacht oder je weniger Assets im Ursprungsland zurückgelassen werden müssen.

Somit erfasst das Modell auch verschieden motiviertes Migrationsverhalten unterschiedlicher sozialer Gruppierungen, da die verschiedenen Parameter sich auf individuelle Faktoren wie Beruf, Alter und Geschlecht beziehen können. Allerdings ist bei der Analyse von Migrationsentscheidungen nicht nur das Bruttoeinkommen, sondern auch der Effekt staatlicher Umverteilungsmaßnahmen durch Steuern, Sozialabgaben usw. zu berücksichtigen.
Das Modell wurde später von Borjas durch die Berücksichtigung der unterschiedlichen ökonomischen Bewertung von sichtbaren (z. B. zertifizierter Schulbildung) und weniger leicht sichtbaren Merkmalen im Herkunfts- und Zielland mehrfach verfeinert. Demnach würde ein Anstieg der Schulbildung in einem Herkunftsland den Pull-Effekt verstärken. Außerdem zeigte Borjas, dass die jüngeren Einwandererkohorten in die USA weniger in das Erlernen der neuen Sprache und in Ausbildung investierten als frühere Generationen von Einwanderern und so nur geringere Einkommen erzielten. Allerdings bestreitet Chiswick diese Befunde: Was Borjas als sinkende „Qualität“ bezeichne, sei in Wirklichkeit auf die abnehmende Übertragbarkeit der Fähigkeiten der neuen Zuwanderer zurückzuführen, die aus kulturell weiter entfernten Ländern kämen. Doch geht in jedem Fall wohl der Grenznutzen zusätzlicher Investitionen in Humankapital bei steigenden Einwandererzahlen, also einer zunehmenden Zahl von potenziellen Mitbewerbern, zurück. Damit lassen die Bildungsanstrengungen der Migranten nach und die Zahl der Schulabbrecher steigt an. Andere Autoren führen diesen Effekt auch auf das Sinken von Migrations- und Informationskosten durch die Unterstützung ausgedehnter kinship networks im Zielland zurück. Das verringere den Druck auf die Migranten zu zusätzlichen Investitionen in das Humankapital und reduziere die Lohn- bzw. Verzinsungserwartungen, die mit solch hohen Investitionen verbunden seien.
Barry Chiswick versuchte zu zeigen, dass sich Migration nur für hoch qualifizierte, hoch motivierte Menschen lohnt, die über eine lange Zeit eine niedrige Verzinsung ihrer Humankapitalinvestitionen in Kauf nehmen. Sie erwarten erst etwa nach 10 bis 15 Jahren das Durchschnittseinkommen der einheimischen Bevölkerung zu erreichen.
Den Versuch der Zusammenfassung dieser Theorien und einer einheitlichen humankapitaltheoretischen Begründung von Wanderungsbewegungen liefern Bodvarson und Van den Berg.
Betrachtet man die Migration selbst als eine Investition, die sorgfältig vorbereitet und (oft kollektiv) vorfinanziert werden muss, so lässt sich aus der Humankapitaltheorie auch die Schlussfolgerung ziehen, dass in den Abwanderungsregionen erst ein gewisser Einkommens- und damit Bildungsstandard erreicht sein muss, um die Abwanderung überhaupt finanzieren zu können. Demzufolge kann die Abwanderung auch bei einer Annäherung an das Lohnniveau des Ziellandes zunächst zunehmen, um bei Erreichung eines relativen Wohlstands mit einem Pro-Kopf-Einkommen von durchschnittlich vielleicht 20.000 US-Dollar wieder abzunehmen.
Allerdings leiden auch die elaboriertesten Ansätze darunter, dass sie nicht berücksichtigen, dass Migrationsentscheidungen oft Haushaltsentscheidungen sind. So ist oft nicht die Erwartung eines individuell höheren Lohns seitens der Migrierenden selbst, sondern ihre Hoffnung auf höhere Bildungs- und Einkommenschancen ihrer Kinder ausschlaggebend für die Migrationsentscheidung. Dem versucht die Werterwartungstheorie Rechnung zu tragen, die auch Haushaltsentscheidungen berücksichtigt.

#### Werterwartungstheorie
Der Ansatz des Subjective Expected Utility (SEU, subjektiv zu erwartender Nutzen, Werterwartungstheorie) stellt den Versuch dar, die verschiedenen theoretischen Migrationsmodelle zu vereinen. Das Modell stützt sich auf die Werterwartungstheorie und verbindet die subjektiven Merkmale mit klassischen sozioökonomischen Beweggründen. Klassische makrotheoretische Beweggründe wie Klima und Lohnhöhe nehmen Einfluss auf die Formel, doch bestimmen persönliche Wahrnehmung und Abwägung das Zustandekommen der Migrationsentscheidung.
Die Kosten-Nutzen-Analyse geht stillschweigend davon aus, dass die Entscheidungsträger bevorzugt die Möglichkeiten auswählen, welche ihnen den größten Vorteil bringen, um den persönlichen erwarteten Gesamtnutzen (SEU) zu maximieren. Eventuelle Ausgaben gehen wiederum als negativer Vorteil in die Berechnung ein (Evaluation). Auch die persönliche Erwartung, mit welcher Wahrscheinlichkeit die Handlung gelingt, findet Eingang in die Gesamtbewertung.
{\displaystyle {\text{SEU}}(i)=\sum p_{ij}\cdot U_{j}}

„Der Ausdruck besagt, dass der subjektiv erwartete Gesamtnutzen (SEU) einer bestimmten Handlung (i) sich zusammensetzt aus der Summe der subjektiven Nutzen (U), die diese Handlung für die Erreichung verschiedener individueller Ziele (j) hat, multipliziert mit den jeweils subjektiv erwarteten Wahrscheinlichkeiten (p), dass diese Nutzen auch tatsächlich realisiert werden.“

Konfrontiert mit variablen Möglichkeiten, erfolgt somit die Auswahl der Aktion, welche den höchsten Wert SEU(i) vorweist. Liegt der SEU über dem der Sesshaftigkeit, dann erfolgt die Migrationsentscheidung.
Den Kern des Modells bildet eine Nutzenmaximierung nach individualistischen und rationalen Erwägungen. Es berücksichtigt also nur Einzelpersonen. Geht es um die komplexe Wanderungsentscheidung mehrerer Beteiligter wie ganzer Haushalte, dann sprengt die gemeinsame Entscheidung den rein egoistisch aufgebauten Erklärungsansatz. So können bei Haushaltsentscheidungen die Interessen und Nutzenvorteile der jeweils Beteiligten sich untereinander widersprechen. So gilt es als erwiesen, dass die meisten Haushaltsentscheidungen zuungunsten der Karriere des weiblichen Partners stattfinden.

#### Entscheidungstheoretische Wanderungsmodelle
Die bisher vorgestellten Modelle dienen zur Beschreibung und Erklärung von summarischen Wanderungseffekten. Auf der Mikroebene der Entscheidungen einzelner Individuen lassen sich mathematische Kausalbeziehungen jedoch nicht formulieren. Wanderungsentscheidungen lassen sich hier – wie alle individuellen Entscheidungen – lediglich auf wahrscheinlichkeitstheoretischer Basis (Probabilistik) vorhersagen. Probabilistische Modelle berücksichtigen bei Standortentscheidungen den unterschiedlichen Informationsgrad der Wandernden.
Den Prozess der Informationsgewinnung und -bewertung, der (möglicherweise) zu einer Standortverlagerung führt, versuchen entsprechende Modelle abzubilden. Die Informationen, die in eine Entscheidung für oder gegen eine Wanderung einfließen, entstammen zumeist dem typischen, wöchentlichen Aktionsradius (activity space) einer Person oder eines Haushaltes. Eine Unzufriedenheit mit der Ausgangssituation kann dabei auf unterschiedlichen Faktoren beruhen, die sich nach den Daseinsgrundfunktionen (Wohnen, Arbeiten, Versorgung, Bildung, Erholung) gliedern lassen. Aus jedem Faktorenbereich können einzelne Umweltreize als Stressoren die Bewertung des gegenwärtigen Wohnstandortes beeinflussen.
Die Modelle bilden – meist in Form von Flussdiagrammen – die Entscheidungsalternativen des Individuums/Haushaltes ab, die jeweils zufällig, jedenfalls nichtdeterministisch getroffen werden. Grundsätzlich lassen sich vier Handlungsalternativen beim Auftreten von Stressoren unterscheiden:
1. Durch Erhöhung der Toleranzgrenze passt sich das Individuum/der Haushalt an die Gegebenheiten an.
2. Durch aktive Beeinflussung wird versucht, die Stressoren abzubauen (z. B. Engagement für eine höhere Umweltqualität).
3. Es setzt eine aktive Suche nach einem neuen Wohnstandort ein.
4. Es wird eine prinzipielle Entscheidung für einen Standortwechsel gefällt, der jedoch erst bei einer günstigen Gelegenheit tatsächlich vollzogen wird und möglicherweise durch verschiedene externe Faktoren zusätzlich beeinflusst wird.

Außerdem kann man die individuell unterschiedliche Risikoneigung der Akteure in wahrscheinlichkeits- und spieltheoretische Modelle einbeziehen.

### Konzepte auf der Mesoebene
Für die New Economy of Labour Migration, vor allem vertreten durch Odet Stark (1991), stellt nicht das Individuum, sondern die Familie den ausschlaggebenden Akteur von Migrationsentscheidungen und -strategien dar. Migrationsentscheidungen werden stets im Kontext sozialer Abhängigkeit getroffen. In dieser Betrachtung kann auch Migration ohne Lohndifferential sinnvoll sein, wenn z. B. eine Risikostreuung angestrebt wird oder die zeitweise Migration (vor allem der Haushaltsvorstände) als Ersatz für fehlende Kreditmöglichkeiten im Herkunftsland dient, um z. B. ein Geschäft zu gründen. Neuere Studien haben auch die weiteren Befunde von Mincer bestätigt, wonach ein hohes Einkommen und bessere Bildung vor allem der Frauen die Migrationsbereitschaft dämpfen.
Ebenfalls zur Mesoebene gehören Ansätze, die von der risikodämpfenden Wirkung der Existenz von Netzwerken bereits Migrierter in den Zielländern ausgehen. So wird Kettenmigration dadurch definiert, dass die Migration einzelner Akteure die Migration von weiteren, mit diesem Akteur über direkte Verwandtschafts- oder Bekanntschaftsbeziehungen in Verbindung stehenden Akteuren nach sich zieht. Neben der unterstützenden Wirkung von Netzwerken werden auch die Risiken diskutiert, die eine Nichtakzeptanz von Migrierenden durch etablierte kinship networks bewirken können. Oft setzen auch Kämpfe um Status, Machtverteilung oder Genderkonflikte innerhalb dieser Netzwerke ein.

## Globale Bedeutung
Wanderungen sind ein wesentliches Element für Bevölkerungsveränderungen insbesondere, weil sie wesentlich kurzfristiger wirksam werden als die natürlichen Bevölkerungsbewegungen. In den frühindustrialisierten Ländern bestimmen Wanderungsvorgänge derzeit weit überwiegend die Bevölkerungsbewegung insgesamt. Die Dimensionen sowie die sozialen und wirtschaftlichen Konsequenzen von großen Wanderungsbewegungen treten damit angesichts eines
- zunehmenden Wohlstandsgefälles zwischen den hochentwickelten Industrienationen und den sogenannten Entwicklungsländern,
- weltweit stetig zunehmender Bevölkerungszahlen sowie
- einer Vielzahl aktueller kriegerischer Konflikte

immer mehr ins öffentliche Bewusstsein.
Erklärungsansätze für aktuelle Wanderungsbewegungen und Modelle für die Prognose zukünftiger Wanderungen haben daher mehr als nur rein wissenschaftliche Bedeutung. Sie finden immer häufiger Berücksichtigung in aktuellen politischen Handlungsfeldern (vgl. Zuwanderungsgesetz).

## Problematik der Migrationsstatistiken
Untersuchung und Vergleich der Migration in Europa oder den einzelnen Mitgliedsstaaten gestalten sich in der Regel problematisch:
- definitorische Probleme:
  - Es fehlt eine gemeinsam verbindliche Definition für „Migranten“. Für die einen Länder gilt als Einwanderer, wer ein Jahr sesshaft war, für andere die bei der Einreise angegebene Aufenthaltsdauer und wieder andere Staaten unterscheiden zwischen Zuwanderung von Ausländern und remigrierenden ehemaligen Bürgern. Frankreich wiederum erhebt überhaupt keine offizielle Immigrationsstatistik. Migration und die Kategorie „Migrant“ sind daher sozial konstruiert und historisch wandelbar, was direkte Auswirkungen auf Migrationsstatistiken und deren Vergleichbarkeit hat.[42]
  - Die Zuweisung Migrant gleich Ausländer ist falsch. Aus rechtlicher Sicht ist Ausländer, wer keine deutsche Staatsbürgerschaft aufweist. Zum einen sind nicht alle in Deutschland lebenden Ausländer auch Migranten – so wachsen viele Kinder der zweiten und dritten Generation in Deutschland auf und kennen zum Teil weder die ursprüngliche Sprache oder gar das Herkunftsland. Zum anderen sind nicht alle Migranten Ausländer, wie dies zum Beispiel bei wiedereingebürgerten Spätaussiedlern der Fall ist. Staaten mit kolonialem Hintergrund wie Frankreich oder Großbritannien bürgern Immigranten aus den ehemaligen Kolonien ein und erfassen diese nicht in der jeweiligen Ausländerstatistik.
- Unterschiedliche Verfahren bei der Aufbereitung des Zahlenmaterials:
  - Absolute Zahlen sind nur bedingt aussagekräftig im Gegensatz zu Statistiken, welche das Verhältnis von Zuwanderern zur Wohnbevölkerung berücksichtigen. Zuwanderungszahlen belegen auch mitnichten den Bestand der in Deutschland lebenden ausländischen Wohnbevölkerung. Die deutsche Einwanderungsstatistik beinhaltet zusätzlich Aussiedler.
  - Die Zahl der Einwanderungen impliziert keineswegs ein Bevölkerungswachstum, soweit das Zahlenmaterial nicht den Wanderungssaldo berücksichtigt, also das Verhältnis zur Abwanderungsrate. Auch die Sterberate und die Geburtenrate sind zu überprüfen.
  - Ausländer können Bürger der EU sein oder aber aus einem Nichtmitgliedsstaat stammen.
- illegale Migration
  - In Südeuropa wird der Anteil illegaler Migration als tendenziell höher eingeschätzt. Das hängt mit langen, schwer zu kontrollierenden Seegrenzen zusammen und führt zur statistischen Unterrepräsentation in den Migrationsstatistiken.

## Institutionen der Migrationsforschung (Deutschland)
- Deutsches Zentrum für Integrations- und Migrationsforschung (Direktoren seit 2017: Naika Foroutan, Frank Kalter)
- Institut für Migrationsforschung und Interkulturelle Studien (IMIS), Universität Osnabrück (Leitung seit 1982 Klaus Bade, seit 2005 Michael Bommes, seit 2009 Andreas Pott, seit 2021 Helen Schwenken)[43]
- europäisches forum für migrationsstudien (efms), Universität Bamberg, bis 2019 (Gründung und Leitung durch Friedrich Heckmann)
- Max-Planck-Institut für demografische Forschung, Rostock
- Berlin-Institut für Bevölkerung und Entwicklung[44]
- Institut für Regional- und Migrationsforschung, Trier[45]
- Bonner Institut für Migrationsforschung und Interkulturelles Lernen (BIM)
- Berliner Institut für empirische Integrations- und Migrationsforschung (BIM), Humboldt-Universität zu Berlin